# Wiktorija Angelowa-Winarowa

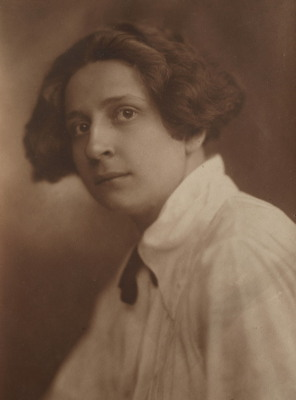
Wiktorija Angelowa-Winarowa

Wiktorija Wassilewa Angelowa-Winarowa, in der Fachliteratur Victoria Angelova-Vinarova oder Victoria Angelova, (bulgarisch Виктория Ангелова-Винарова; * 20. November 1902 in Weliko Tarnowo; † 27. Dezember 1947 in Sofia) war eine bulgarische Architektin.

## Leben
Wiktorija Angelowa wurde als Tochter von Wassil Angelow geboren, einem in England ausgebildeten Kaufmann. Zur Familie der Mutter gehörten die Gelehrten Wassil und Georgi Slatarski. Die Tochter erhielt den Vornamen Victoria nach Queen Victoria. Angelowa studierte zuerst an der Technischen Universität Wien (10. November 1920 bis 6. April 1921) und im Anschluss 1921 bis 1925 am Polytechnikum Dresden bei Martin Dülfer. Im Jahr 1926 kehrte sie nach Sofia zurück und arbeitete 1925 bis 1936 als angestellte Architektin im Ministerium für öffentliche Arbeiten MOSPB. Von 1936 bis 1938 leitete sie die dortige Entwurfsabteilung. 1933 heiratete sie Boris Winarow (1892–1948), einen Architekten und Kollegen. Boris Winarow entstammte der wohlhabende und einflussreiche Familie Winarow. Sein Vater war General Warban Winarow und über seine Mutter war er mit Georgi Walkowitsch und der Tschalăkow-Familie verwandt. Boriss Schwester, Bistra (1890–1977) war Malerin, Expressionistin, Freundin von Rainer Maria Rilke und verheiratet mit dem bulgarischen Diplomaten Simeon Radew.
Mit Boris machte sich Wiktorija 1938 selbständig. Als während des Zweiten Weltkrieges die bulgarische Hauptstadt Sofia im Jahr 1944 durch Bombenangriffen der Alliierten attackiert wurde, wurde das Haus des Paares einschließlich ihres Werkarchivs zerstört. Beide evakuierten sich daraufhin in der Geburtsstadt von Wiktorija, Tarnowo wo sie an Lungenentzündung erkrankte. Nach Ende des Krieges zogen die beide zurück nach Sofia um, wo Angelowa 1947 an einer schweren Lungenentzündung starb. Ihr Ehemann überlebte sie nur um wenige Monate, bevor er an Krebs verstarb. Das Paar hinterließ keine Kinder.

## Werk

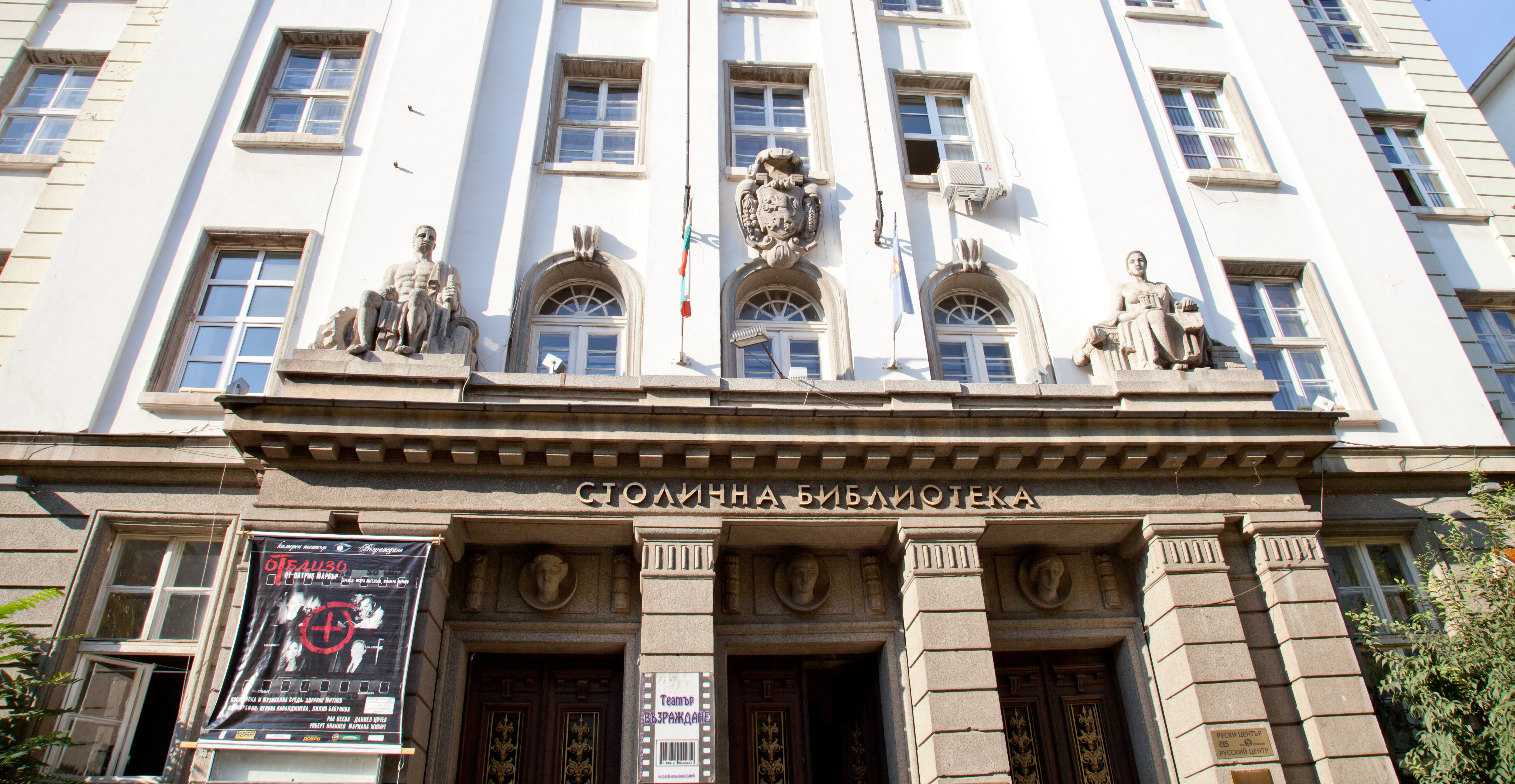
Stadtbibliothek Sofia, früher Gebäude des MOSPB

Angelowa entwarf zahlreiche öffentliche Gebäude, wie Museen, Büros, Postämter, Krankenhäuser und Sanatorien, viele davon nach Wettbewerbserfolgen. Von 1934 bis 1942 realisierte sie die Nationale Kunstgalerie. Das Gebäude, das als erste moderne nationale Kunstgalerie auf dem Balkan galt, wurde 1944 bombardiert und mitsamt seinem Inhalt komplett zerstört.
Das Gebäude des Ministeriums für öffentliche Gebäude, Straßen und öffentliche Arbeiten, in dem sich heute die Bibliothek von Sofia befindet, prägt den Petko-Slawejkow-Platz in Sofia. Angelowa gewann mit ihrem Entwurf den Wettbewerb im Jahr 1926 mit 24 Jahren und realisierte das Gebäude mit Jordan Jordanow und Georgi Owtscharow. Die Schmuckelemente betonen den Eingang, die massiven Holztüren werden mit schmiedeeisernen Verzierungen versehen. Die männliche und die weibliche Figur links und rechts des Wappens über dem Vordach des Eingangs von den Bildhauern Kirill Schiwarow, Stefan Pejtschew und Michail Iwanow sind Symbole für die „Konstruktion“ und die „Architektur“. Das Foyer verfügt über massive Marmorsäulen und einen farbenfrohen Mosaikboden.

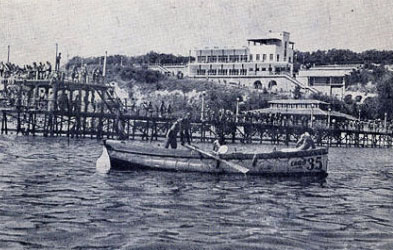
Casino von Burgas mit Blick über die Bucht

Das Casino in Burgas wurde auf Wunsch von Bürgermeister Atanas Sirekow errichtet, um den Tourismus zu stärken. Es wurde 1936 ein Architekturwettbewerb ausgeschrieben, bei dem kein erster Preis vergeben wurde. Angelowa-Winarowa gewann den zweiten Platz unter siebzehn eingereichten Arbeiten. Ihr Projekt mit dem Namen ‚333‘ sollte den Casinogästen den Blick auf die gesamte Bucht von Burgas ermöglichen. Das Gebäude wurde mit Panoramaterrassen in den Hang gebaut und ist seeseitig schon von Ferne zu sehen. Das Gebäude wurde im Jahr 1938 fertig gestellt. Die offizielle Einweihung fand am 7. August 1938 statt war ein großer Erfolg. Zahlreiche Bürger von Burgas, Minister, Abgeordnete und andere Besucher aus dem ganzen Land nahmen teil. Mit einer Sondergenehmigung des Verkehrsministers konnten Eröffnungsgäste mit einer Ermäßigung von 70 % mit dem Zug anreisen. Die festliche Eröffnung dauerte eine Woche. Sie wurde auf Film festgehalten. Das Gebäude wurde bis in die späten 1990er Jahren genutzt. Nachdem es 20 Jahre leer gestanden hatte und bei einem Brand schwer beschädigt worden war, entschied man sich zur Instandsetzung. 2011 wurde es als Kulturzentrum wiedereröffnet. Die Säle und Freiflächen werden für Konzerte, Theaterstücke, Filmvorführungen, Ausstellungen, Buchlesungen und Kreativwerkstätten genutzt. 2011 wurde das Casino mit einem nationalen Architekturpreis ausgezeichnet.
Zu den größten Bauvorhaben vor dem Ende des Zweiten Weltkrieges in Bulgarien zählte das süd-bulgarische Sanatorium für Thoraxkranke. Es liegt neben dem Bahnhof Raduntsi im Balkangebirge, nördlich der Stadt Maglisch. Der Standort wurde wegen seiner guten Eigenschaften bei der Behandlung der Tuberkulose gewählt. Das Klinikum wurde von Wiktorija Angelowa-Winarowa mit Mara Zaharieva geplant. Alle Patientenzimmer waren nach Süden ausgerichtet und verfügten über Gemeinschaftsterrassen, die sich über die gesamte Länge des Gebäudes von über 200 Metern erstreckten. Nach dem ursprünglichen Entwurf sollte oberhalb des Bahnhofs ein weiterer Komplex entstehen, der neben dem eigentlichen Sanatoriumsgebäude auch ein Hotel, Villen, Personalwohnungen und eine Kapelle umfassen sollte.

Casino Burgas (nach seiner Grundsanierung im Winter 2010/11)
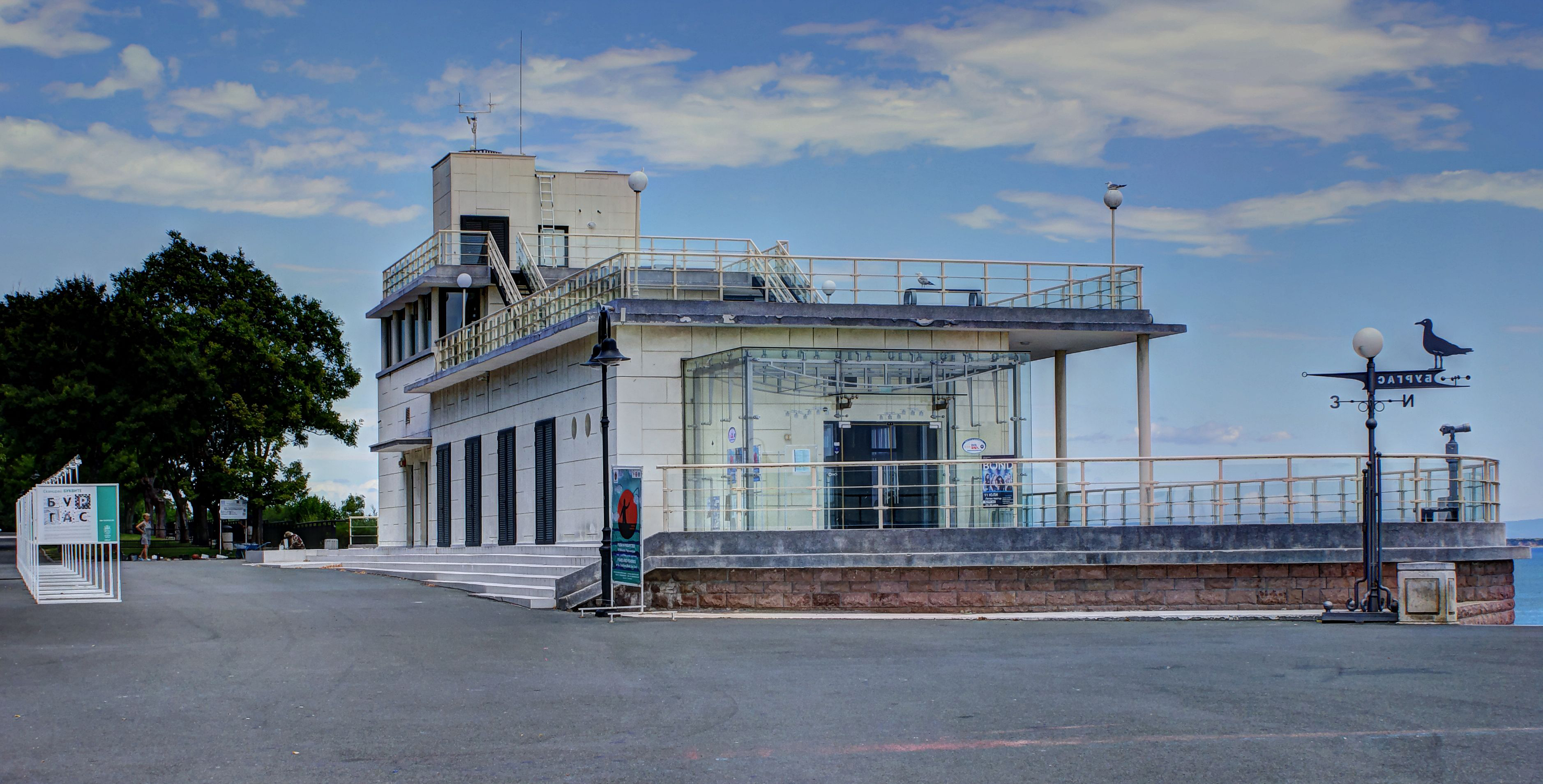
Casino Burgas 2008
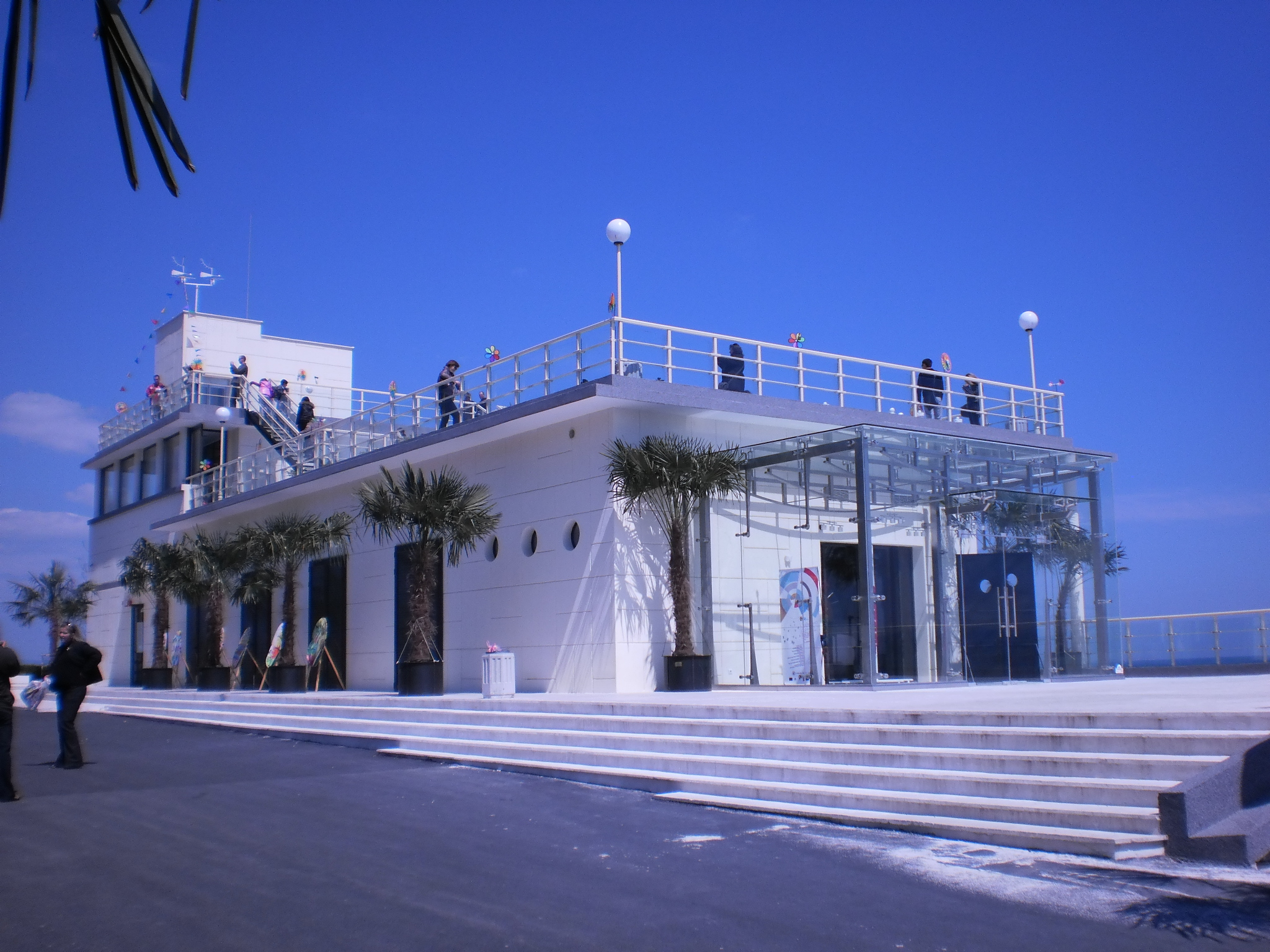
Terrassen 2011
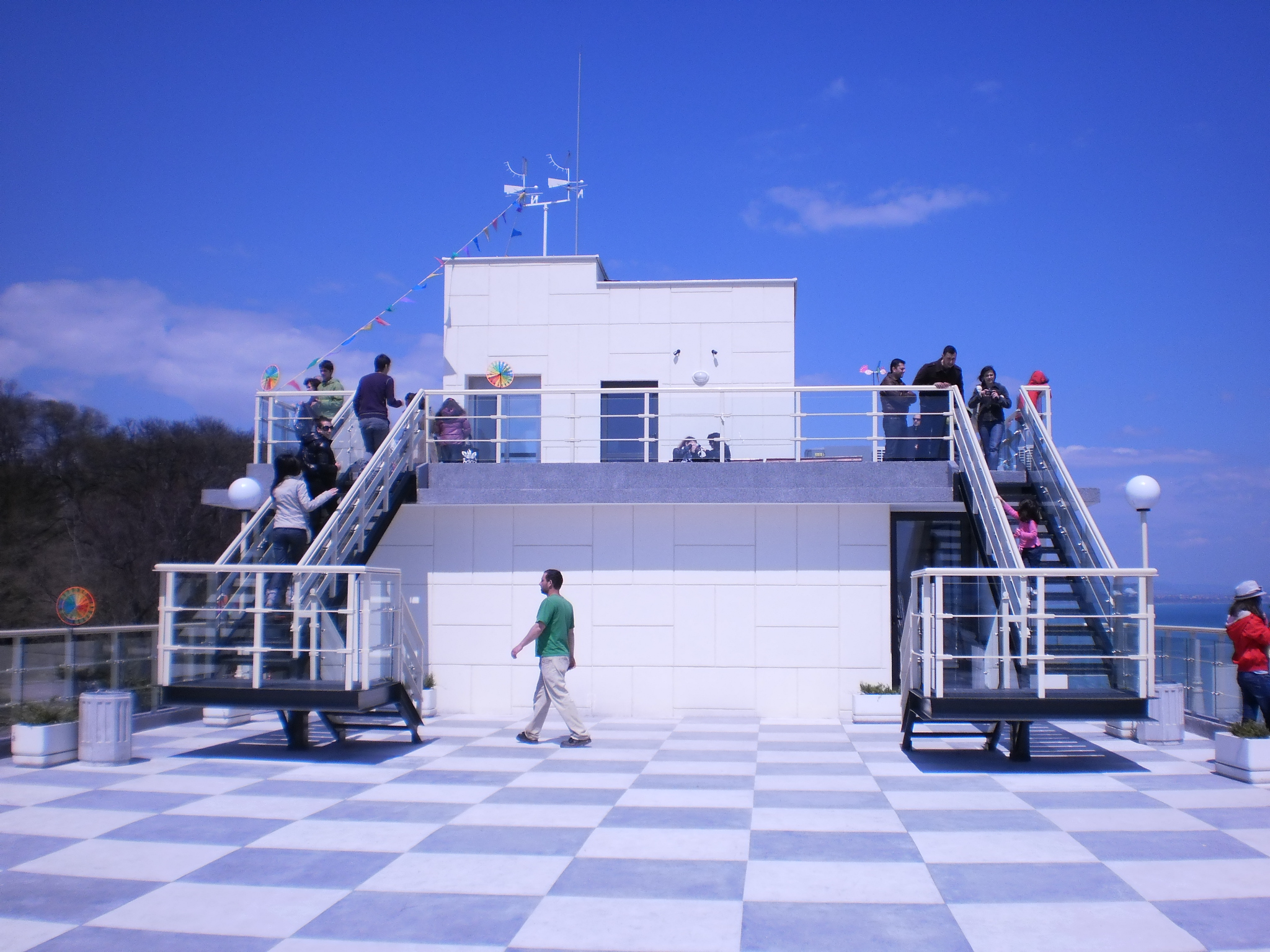
Obere Terrasse 2011
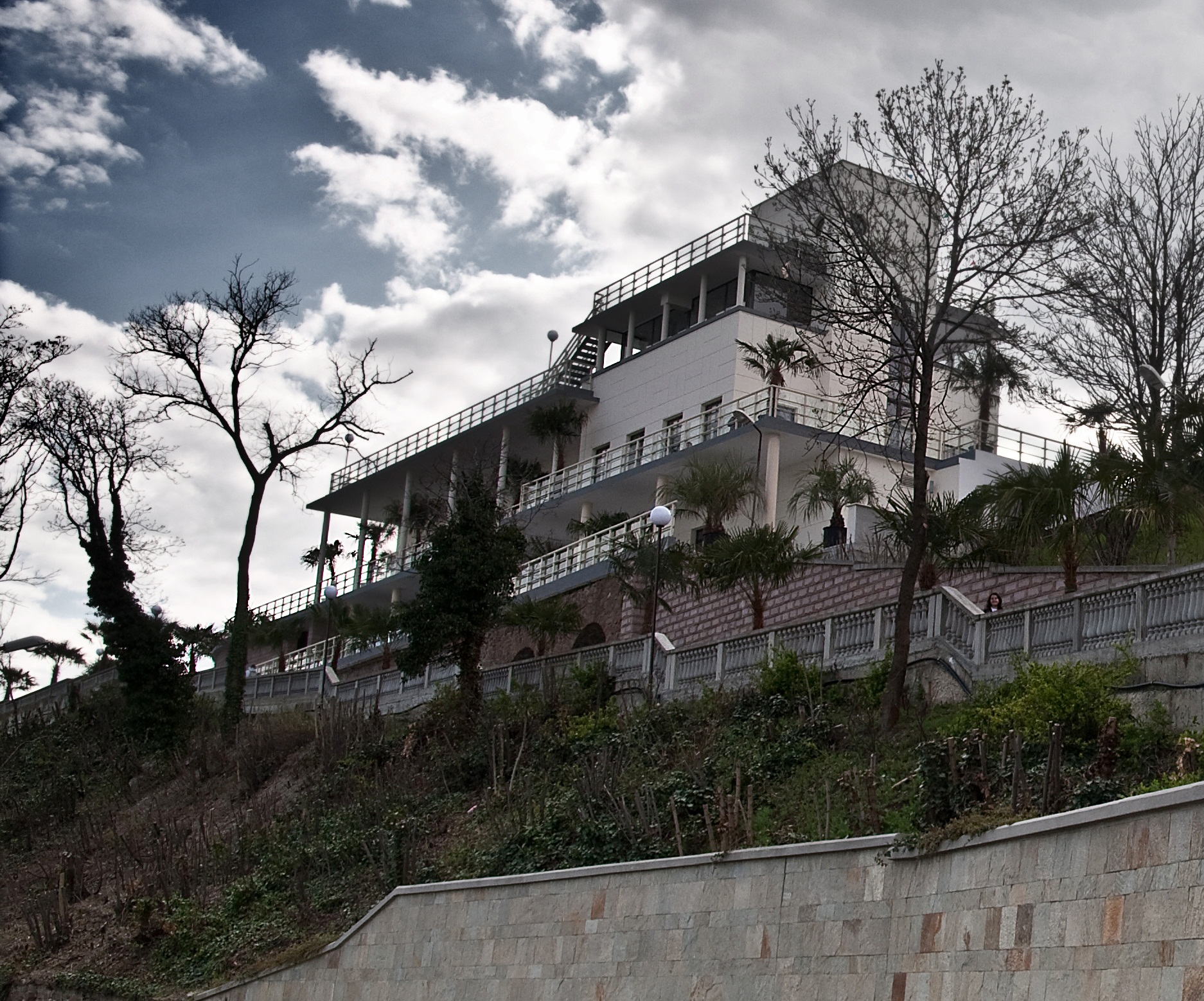
Seeseite 2011
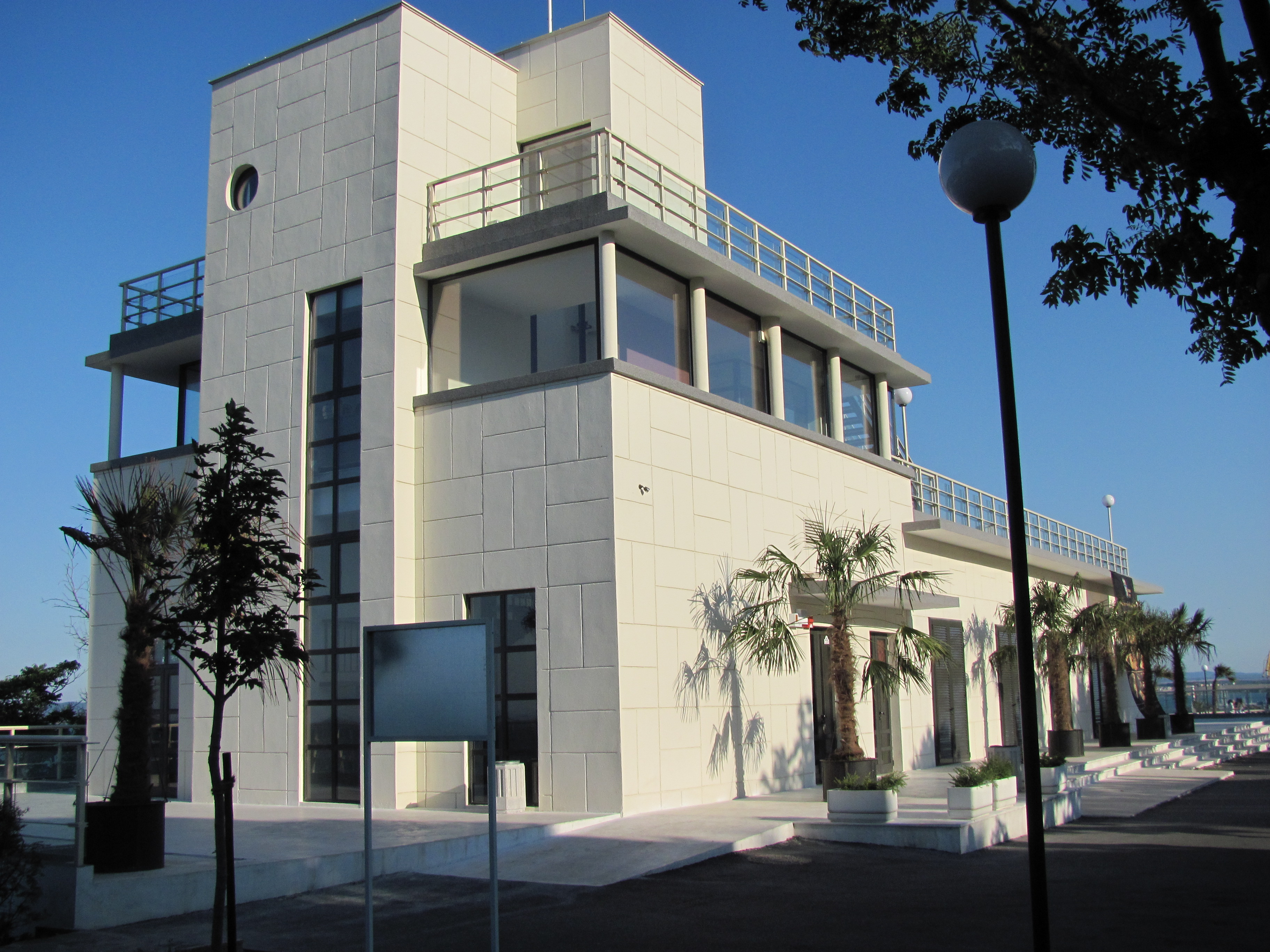
Rückseite 2011

## Bauten

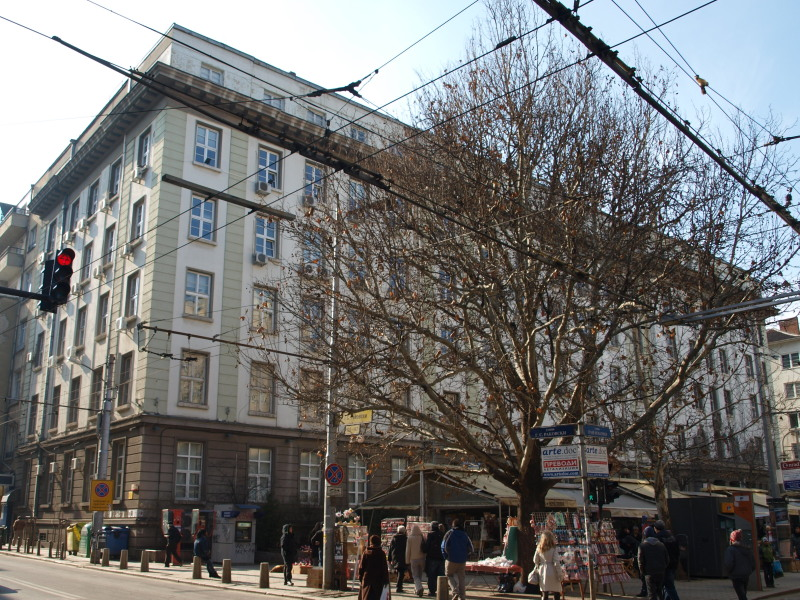
Stadtbibliothek Sofia, früher Gebäude des MOSPB
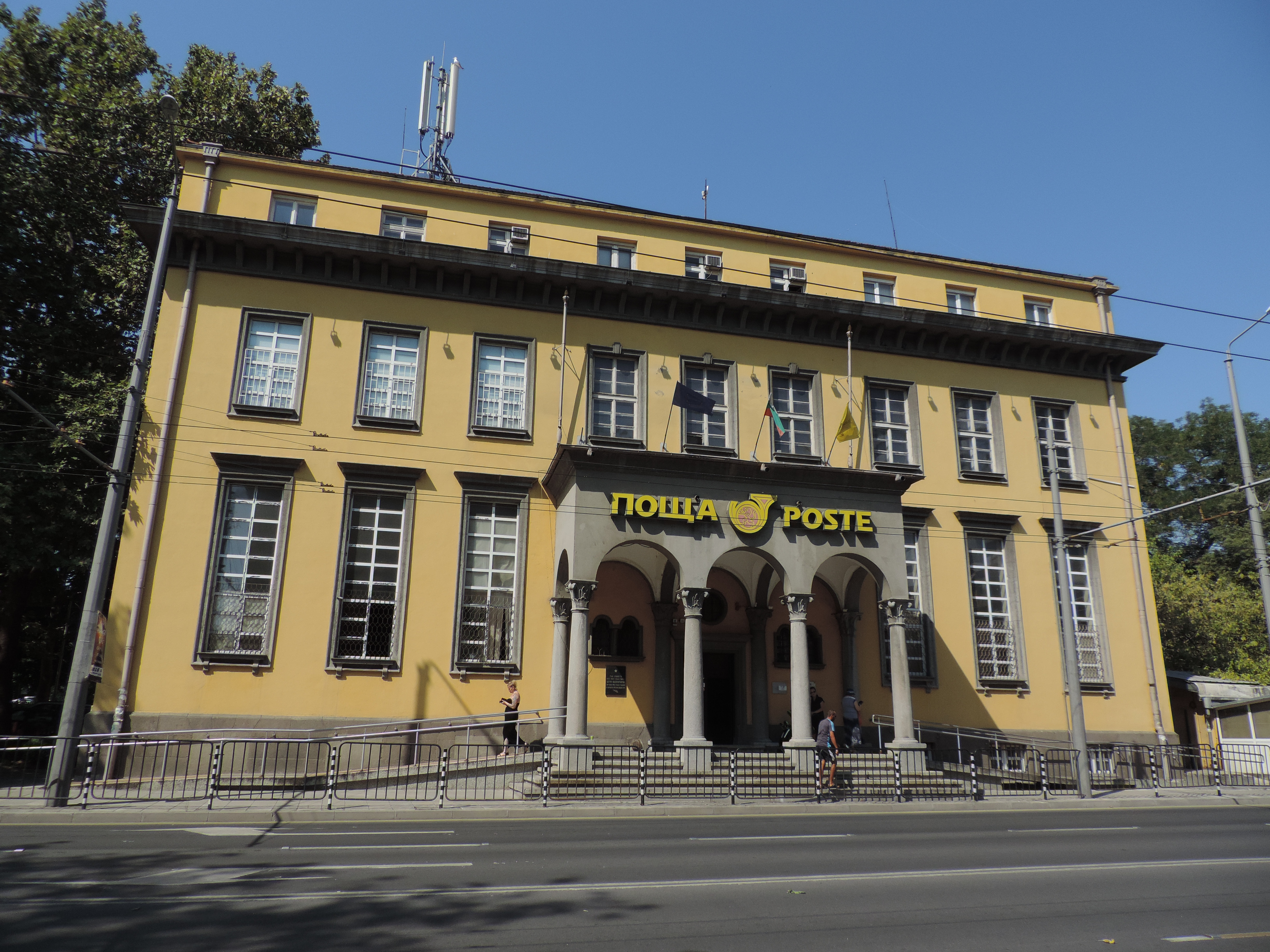
Postgebäude in Burgas
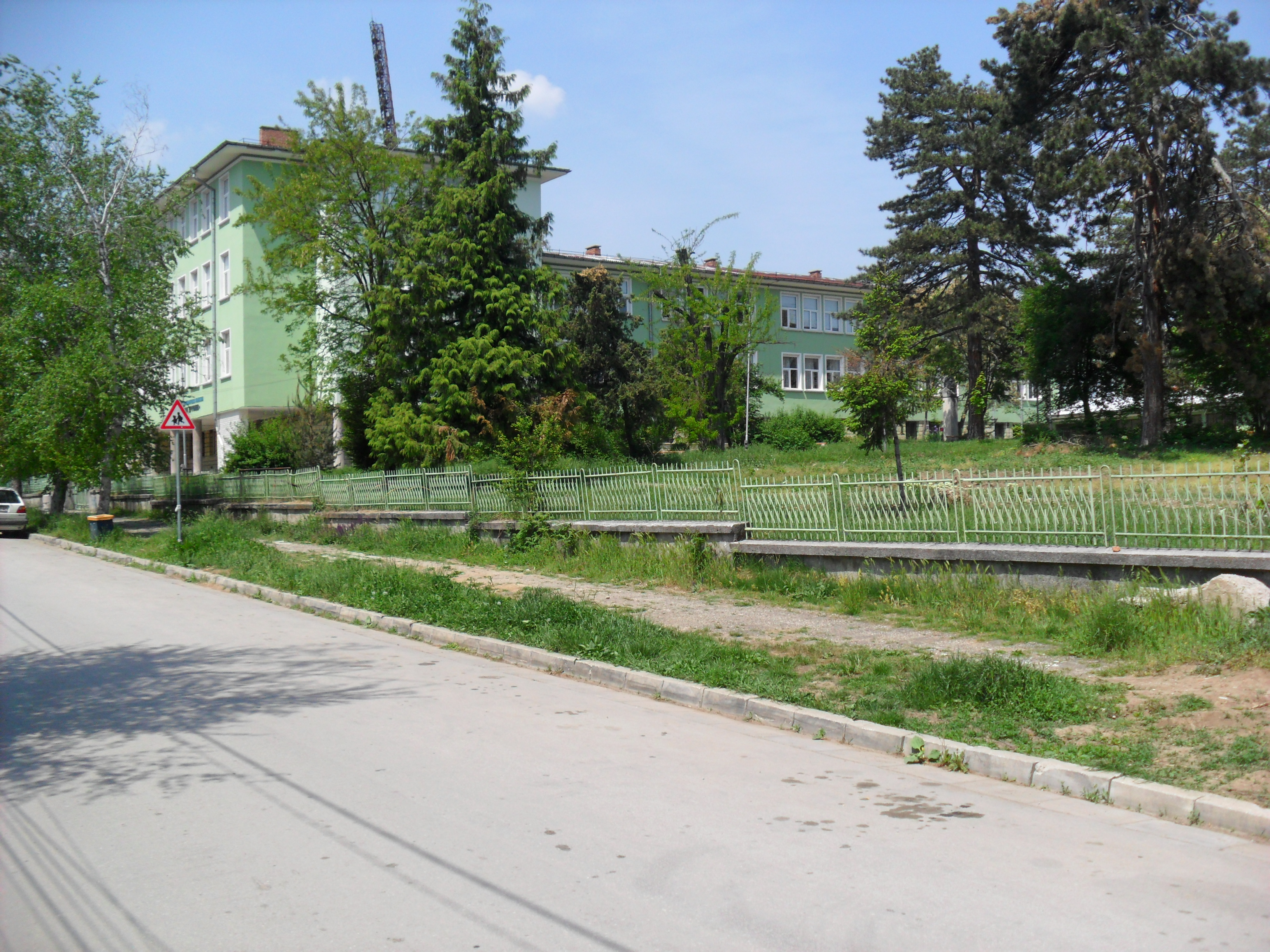
Wasil Drumew Schule für Naturwissenschaft und Mathematik, Weliko Tarnowo

- 1926 Gebäude der bulgarischen Juristenvereinigung
- 1928–1932 Gebäude des Ministeriums für Öffentliche Gebäude, Straßen und Öffentliche Arbeit MOSPB Sofia, heute Stadtbibliothek
- 1929 Verwaltungsgebäude des Verwaltungsbezirks, Kardschali, zusammen mit Čavdar Mutafov
- 1930 Postgebäude in Burgas nach Wettbewerbsgewinn
- 1930 Direktionsgebäude der staatlichen Eisenbahnen, nach einem vierten Platz im Gestaltungswettbewerb
- 1930–1931 Erholungsheim für Militäroffiziere in Warna, mit Boris Winarow
- 1931 Militärclub in Plewen, nach dritten Preis im Architekturwettbewerb
- 1933 "Metropolitan Kliment" Mädchenschule in Weliko Tarnowo
- 1935 Postgebäude in Plowdiw, nach zweitem Preis
- 1935–1938 Erholungshaus für Ministerialbeamte des MOSPB, Bankja
- 1936–1938 Casino Burgos
- 1936 Klinik für Haut- und Geschlechtskrankheiten an der Medizinischen Akademie sowie zweite Chirurgie des Alexander-Krankenhauses (damals das größte in Bulgarien, Nordflügel zerstört am 10. Januar 1944), mit Petar Charbow, Boris Kapitanow[9]
- 1937–1942 Nationalgalerie: ehemaliger Kunstpalast (Художествената палата), genannt Ausstellungshalle für Kunst und Handwerk (Художествена и занаятчийска изложбена хала), vollständig zerstört am 10. Januar 1944 und verändert wieder aufgebaut[10]
- 1937–1939 Mädchengymnasium Taksim in Plovdiv (heute Musikakademie)
- 1937 Wohngebäude Московска 37, Sofia[11]
- 1939–1955 Raduntsi Lungenklinik
- 1939–1942 Zwei Gymnasien in Weliko Tarnowo, nach ersten Preisen
- „Vater Paisii“ Mathematisches Gymnasium, Iskar Straße 61, Sofia

## Auszeichnungen (Auswahl)
Für ihre architektonischen Verdienste um ihr Land wurde sie mit dem Orden für staatsbürgerliche Verdienste verliehen (За гражданска заслуга, 1946).

## Ausstellungen (Auswahl)
- 2006 PRESENCES / ABSENCES Women Artists and Architects in the Modern Art of Bulgaria, Sofia[12]
- 2022 Madam architect, Frau Architekt, Sofia[13]